# さとーさとる
さとー さとるは、美少女ゲーム業界や成人漫画業界などで活動している女性原画家・イラストレーター・漫画家・アニメーターである。
商業での活動の他に、同人活動も行っている。主にコミックマーケットという同人誌即売会に「16軒目」というサークル名で参加している。

## 主要作品

### アダルトゲーム
- つくしてあげるのに!（2007年、PeasSoft）
- つくしてあげるのに!お返しディスク（2008年、PeasSoft）
- つくしてあげるのに!Plus （2008年、PeasSoft）
- ツンな彼女 デレな彼女（2009年、PeasSoft）
- 君を仰ぎ乙女は姫に（2011年、PeasSoft）
- 執事が姫を選ぶとき（2013年予定、PeasSoft）

### 読み切り漫画
- 幼なじみ急接近! （2006年、マックス ポプリクラブ）
- つくしてあげるのに! （2006年、コアマガジン メガストア）
- 委員長ご不興! （2008年、晋遊舎 ポプリクラブ）

### その他イラスト
- 萌え萌え女神事典 （2006年、イーグルパブリシング）
- 萌え萌え悪魔事典Side黒 （2007年、イーグルパブリシング）
- 萌え萌え天使事典Side白 （2007年、イーグルパブリシング）
- 秋葉原駅電気街側の改札口 看板イラスト （2007年、株式会社まんだらけ）
- 天使&悪魔事典ビジュアルファンブック （2007年、イーグルパブリシング）
- 萌え萌え妖精事典 （2007年、イーグルパブリシング）
- もえのレシピ （2008年、ビデオ出版）